# 梧州专区
梧州专区，中华人民共和国广西壮族自治区已撤消的专区，在今广西壮族自治区东部。曾两度设置。

## 1949年设置的梧州专区
- 1949年，设置梧州专区，属广西省，专员公署驻梧州市。辖梧州市及苍梧、桂平、藤县、岑溪、平南、容县6县。1950年，梧州市为省辖市。
- 1951年，撤销梧州专区，所辖6县划归容县专区。

## 1958年设置的梧州专区
1958年，恢复梧州专区，专署驻梧州市。辖梧州市及原属容县专区的苍梧、岑溪、藤县3县；原属平乐专区的蒙山、昭平、贺县、富钟4县。专区辖1市、7县。
1961年，梧州市升地级市。1962年，撤销富钟县，复设富川、钟山2县。专区辖8县。
1971年，撤销梧州专区，改置梧州地区。